# Schizocosa vulpecula
Espèce
Synonymes
- Lycosa vulpecula L. Koch, 1865

Schizocosa vulpecula est une espèce d'araignées aranéomorphes de la famille des Lycosidae.

## Distribution
Cette espèce est endémique de Wallis à Wallis-et-Futuna.

## Publication originale
- L. Koch, 1865 : Beschreibungen neuer Arachniden und Myriopoden. Verhandlungen der Zoologisch-botanischen Gesellschaft in Wien, vol. 15, p. 857-892 (texte intégral).